# Serapias olbia
Serapias olbia là một loài thực vật có hoa trong họ Lan. Loài này được Verg. miêu tả khoa học đầu tiên năm 1908.

## Hình ảnh

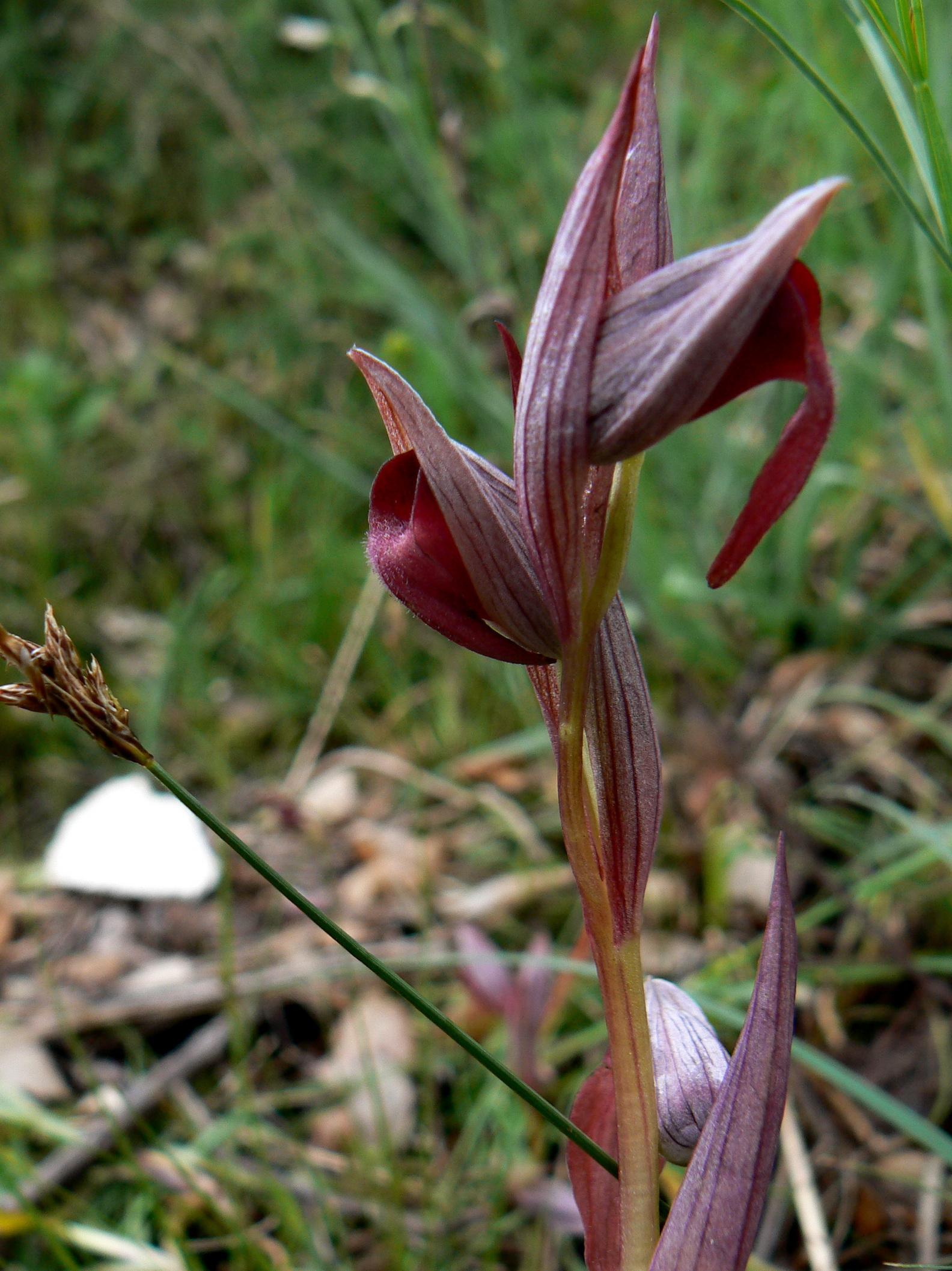